# Phreatoicus typicus
Phreatoicus typicus là một loài chân đều trong họ Phreatoicidae. Loài này được Chilton miêu tả khoa học năm 1883.